# День космических войск России
День космических войск России — праздник, ежегодно отмечаемый в Космических войсках России 4 октября. 
Празднование 4 октября Дня космических войск России в качестве памятной даты было закреплено указом Президента Российской Федерации от 31 мая 2006 года № 549 «Об установлении профессиональных праздников и памятных дней в Вооруженных Силах Российской Федерации». Праздник был учреждён наряду с другими «в целях возрождения и развития отечественных воинских традиций, повышения престижа военной службы и в знак признания заслуг военных специалистов в решении задач обеспечения обороны и безопасности государства». Праздник приурочен ко дню запуска первого искусственного спутника Земли, открывшего в 1957 году летопись военной и гражданской космонавтики.